# Лезмо
Лезмо (итал. Lesmo) — коммуна в Италии, в провинции Монца-э-Брианца области Ломбардия.
Население составляет 6901 человек (на 2004 г.), плотность населения составляет 1288 чел./км². Занимает площадь 5,15 км². Почтовый индекс — 20050. Телефонный код — 039.
В коммуне особо празднуется Успение Пресвятой Богородицы. Покровителями коммуны почитаются святой Бонифаций и святой Дефендент, празднование во второе воскресение июля.